# Hydnum repandum
Hydnum repandum es una especie de seta comestible. Recibe también los nombres de lengua de gato, lengua de vaca o gamuza. Se le encuentra un sabor amargo y picante, características que se agudizan con su madurez. Habita en bosques mixtos o de suelo ácido en el Holártico.

## Nombre
| Idioma     | Nombre                                                                        |
| ---------- | ----------------------------------------------------------------------------- |
| Castellano | Lengua de gato, Lengua de vaca, gamuza                                        |
| Catalán    | Llengua de bou, Llémena, Vaqueta, Picornell aspí, Pixacaill, bolet de agulles |
| Euskara    | Tripaki argi                                                                  |
| Gallego    | Lingua de vaca                                                                |
| Inglés     | Wood Hedgehog, Hedgehog mushroom                                              |
| Francés    | Langue de chat, Pied de mouton, Barbe de chevre                               |
| Italiano   | Steccherino                                                                   |
| Alemán     | Semmel- Stoppelpilz                                                           |

## Clasificación
| Reino    | Fungi              |
| División | Basidiomycota      |
| Clase    | Homobasidiomycetae |
| Subclase | Hymenomycetes      |
| Orden    | Cantharellales     |

## Descripción
Hongo de sombrero duro, carnoso, de 60 a 140 mm de diámetro, irregular, convexo de joven, plano en la madurez, a veces deprimido, ondulado y lobulado. Tiene aspecto abollado, seco y mate. En su juventud es de color crema-blanquecino luego obtiene un color crema amarillento a ocre pálido y finalmente en su madurez tiene un color pardo anaranjado. Es de carne espesa, blanca, pardo-naranja con la edad, posee un olor fúngico y sabor amargo.
Su hábitat son los bosques preferentemente de suelos ácidos o mixtos. Y de su fenología podemos decir que crece a finales del verano y durante el otoño[¿dónde?].
Las esporas son ovoidales de 7.9 x 5.7 mm., lisas y de color crema en masa.
No presenta toxicidad para el ser humano.

## Usos
Este hongo es comestible cuando es joven y depende también de la temporada de cosecha debido a que es de sabor amargo. Se debe cocinar por un largo periodo y botar el agua de cocción para disminuir el amargor y mejorar la digestión. Son usualmente preparados con aceite y vinagre, se pueden guardar en frascos herméticos en lugares con refrigeración para servirlos al cabo de tres o cuatro meses.